# ダブルヒロイン
『ダブルヒロイン』は、広井王子原作、玉越博幸作画による日本の漫画作品。および、漫画を原作としたラジオドラマ、舞台作品。

## あらすじ
隕石が地球に落下してから15年。
東京の東部は「東京特区」として生まれ変わっていた。
東京スカイツリー地下にある秘密警察に所属する木下レイチェルと水谷明日香が犯罪撲滅のために奮闘する。

## 漫画
『月刊少年ライバル』（講談社）2010年12月号（2010年11月4日発売）から休載をはさみつつ2012年7月号まで連載された。

### 書籍情報
ライバルKCより全5巻が発売されている。

## ラジオドラマ
文化放送のラジオ番組『AKB48秋元才加・宮澤佐江のうっかりチャンネル』内でラジオドラマが放送された。
レイチェル役を秋元才加が演じ、明日香役を宮澤佐江が演じた。

## 舞台
『スーパーLIVEショー ダブルヒロイン』として、2011年9月22日から同年9月26日まで品川プリンスホテル内のステラボールにて舞台版が公演された。
ラジオドラマ同様にレイチェル役を秋元才加が演じ、明日香役を宮澤佐江が演じた。広井王子自身がプロデュースは担当した。
ショーに出演する共演者を12歳から28歳までの女性を対象に応募し、オーディションが開催された。
2012年4月27日には、公演を収録したブルーレイディスク、DVDが発売された。